# Flora Danica
 For alternative betydninger, se Flora Danica (flertydig). (Se også artikler, som begynder med Flora Danica)
Flora Danica er navnet på  et af verdens største planteværker, som blev udgivet 1761-1883 med smukt kolorerede tavler af hele Danmark-Norges, (senere Skandinaviens) flora. Hoveddelen af værket består af 51 hæfter + 3 supplementshæfter med i alt 3.240 kobberstukne tavler med afbildninger i folioformat af alle de planter, som forekom vildtvoksende i riget.  Værket blev udsendt både koloreret og ukoloreret. I løbet af den lange udgivelsestid blev projektet ændret flere gange.

## Baggrund
Indtil 1752 var der ingen selvstændige botaniske forskningsinstitutioner i Danmark. Botanik blev betragtet som hjælpefag til medicinen, og universitetsundervisningen i botanik blev forestået af en medicinsk professor. I 1752 blev lægen Georg Christian Oeder ansat som kongelig professor i botanik. Egentlig havde det været meningen, at Oeder skulle have fungeret som professor på Universitetet, men på grund af modstand fra universitetsside blev dette ikke til noget. I stedet blev der oprettet et kongeligt botanisk institut, som var helt uafhængigt af Universitetet. 
Oeder foreslog i 1753, at der blev udgivet en Flora Danica med afbildninger i folioformat af alle de planter, som forekom vildtvoksende i riget. Formålet med værket skulle være at udbrede kendskabet til botanikken og derigennem opnå et større kendskab til de forskellige planters nyttige og skadelige egenskaber. 
Oeder var ikke den første, som brugte titlen "Flora Danica". I 1648 udsendte lægen og botanikeren Simon Paulli på foranledning af Christian IV en urtebog med titlen Flora Danica Det er: Dansk Urtebog, som beskrev de planter, som havde lægelig interesse.

### Indbydelsesskriftet
Den plan, som var indeholdt i indbydelsesskriftet, var ambitiøs . Flora Danica skulle både omfatte de kobberstukne tavler og en række tekster. Indbydelsesskriftet nævner som formål med udgivelsen af Flora Danica, "at udbrede ... Kundskab om indenlandske Væxter. Denne Udbredelse af Urte-Læren blant landets Indbyggere maa søges, saasom Botaniken ikke kan blive til almindelig Nytte, saa længe den kun er en Videnskab for ... faa Botanister." Derfor blev værket udgivet på "Landets Sprog, det Danske og det Tydske"; thi som Oeder skriver: "Videnskaben maa, forsaavidt mueligt, uden Skade for dens Grundighed giøres let". For at tiltrække et internationalt publikum blev værket også publiceret på tidens lærde sprog, latin. 
Udgivelsen blev støttet økonomisk af kronen, så abonnementsprisen kunne annonceres til kun 9 rigsdaler for et hæfte med 60 plancher (farvelagt) og 4 rigsdaler for et ukoloreret hæfte.  Flora Danica er således et ægte barn af oplysningstiden.

### Frieksemplarer
For at sikre stor udbredelse af værket i kongens riger (Danmark og Norge) og lande (hertugdømmerne), blev der uddelt frieksemplarer til bisperne og således uddelt "en anseelig Deel Exemplarer" blandt gejstligheden, således at hvert stift fik nogle eksemplarer, som de så kunne fordele  til præster, lærde skoler m.v. Til gengæld skulle modtagerne så "forsyne den botaniske anstalt og have med oplysninger om planterne på deres egn." . Stiftets biskop kunne videreudlåne dem "til dem af Stiftets Præster, der bedst vide at føre sig Verket til Nytte, og igien at tiene den botaniske Anstalt og Have med deres Correspondance." Formålet med at uddele frieksemplarer til stifterne var altså dobbelt. Dels skulle den botaniske viden spredes, og dels var det hensigten, at Oeders botaniske anstalt skulle modtage botaniske indberetninger fra alle egne af den danske konges riger og lande.

## Værkets indhold
Oprindelig var det et projekt, som skulle være både en botanisk beskrivelse (flora) af de vilde planter i den danske konges riger og lande og et tilhørende tavleværk. Kun tavleværket blev færdigt. Plancherne blev udgivet i en håndkoloreret udgave samt i en ukoloreret 'billig'udgave. 
Planterne skulle principielt afbildes i naturlig størrelse, og der skulle - bortset fra nogle mosser - kun være én plante på hver tavle. Det ville gøre det muligt for ejerne at lægge tavlerne i systematisk orden, når der var tilstrækkelig mange. Oeder sammenligner direkte med et herbarium. 
Store planter skulle dog afbildes formindsket med detaljer i naturlig størrelse. 
Ved de små planter skulle der bruges forstørrelsesglas. De dele af planten, som adskiller arten fra andre arter ville blive afbildet for sig selv. Ved hvert hæfte skulle der vedlægegs et ark, hvorpå navnene på arterne i hæftet ville blive samlet. Disse ark kom i praksis til at indeholde navne og findesteder. 
Oeder nævner sin plantemaler og sin kobberstikker. Det er far og søn: Faderen, Michael Rössler (1705-77) er kobberstikker, og sønnen, Martin Rössler (1727-82) er maler. De var blevet indkaldt fra Nürnberg i Tyskland. 
Teksterne skulle omhandle både botanikken som sådan og planterens nytte- og skadevirkninger (anvendt botanik). Selve indbydelsesskriftet omtalte kun de rent botaniske dele detaljeret; de skulle omfatte:
- En indledning til botanikken
- En fortegnelse over de fundne planter. Fortegnelsen skulle indeholde så mange kendetegn for planterne, at brugeren skulle være i stand til at skelne arterne fra hverandre. Altså en felthåndbog.
- En samling udførlige beskrivelser

Hvad angår behandlingen af den anvendte botanik, var den blevet overdraget til et selskab, hvor Oeder var pennefører. 
Mens tavleværket blev fuldendt, forblev teksterne for det meste idéer. Oeder udgav sin indledning til botanikken og en del af plantefortegnelsen (de blomsterløse planter). Resten blev aldrig til noget, heller ikke de tekster, som skulle omhandle den anvendte botanik. Flora Danica følger ikke de botaniske systemer. Derfor kan den være vanskelig at finde rundt i. 

## Flora Danicas Plan
Det første hæfte udkom (før tiden) i 1761, og udgivelsen strakte sig over 123 år frem til 1883. 
Oeder blev sat fra bestillingen i kølvandet på Struensees fald i 1772 , og derefter blev udgivelsen af værket overgivet til zoologen Otto Friedrich Müller. Efter ham forestod 8 forskellige botanikere udgivelsen af Flora Danica. 
Når et værk er næsten 125 år undervejs, må der nødvendigvis ske ændringer i planen. Allerede fra begyndelsen var det hensigten at udgive ledsagende tekstbøger, men der udkom kun Nomenclator Botanicus til at bruge ved Flora Danica (1759) , Indledning til Plante=Læren,  1764  og Enumeratio Plantarum Floræ Danicæ (1770) . Udover at tekstdelen aldrig blev færdig, undergik planen for tavlerne væsentlige ændringer i tidens løb. Ændringerne skyldtes i vidt omfang de politiske forhold: 

### Indskrænkninger
Efter 1814, hvor det dansk-norske dobbeltmonarki blev opløst og Norge kom i union med Sverige, blev der næsten ikke optaget norske planter i Flora Danica. 
Efter 1864, hvor hertugdømmerne forsvandt fra det danske monarki, faldt den tyske udgave helt naturligt bort.

### Udvidelse
På det nordiske naturforskermøde i Roskilde i 1847 blev der stillet forslag om at gøre Flora Danica til et skandinavisk værk. Man skulle færdiggøre behandlingen af de norske planter og tilføje de vigtigste af de planter, som kun findes i Sverige. 
Forslaget blev gennemført. Det blev besluttet at udgive et supplementsbind (3 hæfter, 180 tavler) med norske og svenske planter. 
Hermed blev Flora Danica et langt mere helstøbt værk, end hvis det "kun" skulle have omfattet Danmark med de nordatlantiske "bilande": Færøerne, Island og Grønland. Floraen i disse områder er naturligvis væsentligt forskelligt fra floraen i Syddanmark, og den nordskandinaviske flora danner en formidlende overgang mellem disse områder.

### Vilde planter
I indbydelsesskriftet til Flora Danica erklæres det som målsætning, at Flora Danica skal være "et Verk, der skal handle om alle de Planter, som af Naturen og uden Menneskens Hielp voxe vildt i Hans Majestæts begge Riger og øvrige Lande i Europa." 
Denne afgrænsning betyder, at man hverken vil finde dyrkede arter eller forædlede sorter i Flora Danica. Landmanden og rosengartneren vil kigge forgæves efter de planter, de omgiver sig med til daglig. De vilde rosensorter og græsarter kan findes - nogle af dem meget smukke - men hverken Ingrid Bergman rosen eller struttende hvedeaks 
Begrænsningen til vilde planter er naturligvis også en kilde til tvivl: Hvornår er en plante vildtvoksende, og hvornår er den indført? Forskningen udvikler sig, så de enkelte hæfter af Flora Danica kan ikke andet end at repræsentere forskningens stade på udgivelsestidspunktet. Endelig kan afgørelser af denne historiske karakter aldrig blive 100% sikre. 

### Kobberstik
Tavlerne til Flora Danica er udført som kobberstik. Kobberpladerne befinder sig nu på Statens Naturhistoriske Museum (tidligere Botanisk Museum) i København (bortset fra de plader, som gik til grunde ved Christiansborgs brand i 1884). 
Kobberstik er en grafisk dybtryksteknik, udviklet i begyndelsen af 1400-tallet. Kobbertrykkeren kan kun trykke med én farve, hvorfor de kolorerede udgaver af Flora Danica altid er koloreret efterfølgende.

### Redaktører (udgivere)
I 1760 blev nedsat en kommission, der udarbejdede et reglement for et botanisk institut, en botanisk have og udgivelsen af Flora Danica. I 1774 blev de botaniske anstalter nedlagt og Georg Christian Oeder blev sat fra bestillingen. Den kongelige kommission bestod og sikrede værkets fortsatte udgivelse, understøttet af interessen blandt danske botanikere. Under enevælden blev udgifterne til værkets udgivelse afholdt af partikulærkassen og efter enevældens fortsatte værket på civillistens bekostning. I begge tilfælde blev Flora Danica således finansieret af penge, som stod til kongens personlige rådighed. Oprindeligt var det planen, at værket skulle færdiggøres på 10 år. For at styre udgifterne blev det i 1771 besluttet, at der kun måtte anvendes 1.650 rigsdaler om året på værket, men det medvirkede kun til at forsinke værket  . Med afbrydelser havde Flora Danica disse redaktører (udgivere):
| Redaktør (udgiver)                                               | År        | Hæfter             | Tavler              |
| ---------------------------------------------------------------- | --------- | ------------------ | ------------------- |
| Georg Christian Oeder                                            | 1761-1771 | 1-10               | 1-600               |
| Otto Friedrich Müller                                            | 1775-1782 | 11-15              | 601-900             |
| Martin Vahl                                                      | 1787-1799 | 16-21              | 901-1260            |
| J. W. Hornemann                                                  | 1806-1840 | 22-39              | 1261-2340           |
| Salomon Thomas Nicolai Drejer, Joakim Frederik Schouw, Jens Vahl | 1843      | 40                 | 2341-2400           |
| F. Liebmann                                                      | 1845-1853 | 41-43 & Suppl. 1   | 2401-2580 & S1-60   |
| Japetus Steenstrup, Johan Lange                                  | 1858      | 44                 | 2581-2640           |
| Johan Lange                                                      | 1861-1883 | 45-51 & Suppl. 2-3 | 2641-3060 & S61-180 |

## Senere udgivelser

### Nomenclator
Efter færdiggørelsen udgav Johan Lange (som var den sidste redaktør) i 1887 en Nomenclator "Flora Danica"... , som lister alle tavlerne i Flora Danica: Der er en afdeling i tavleorden med angivelse af navnet i Flora Danica og de på Langes tid gældende latinske navne; der er desuden en systematisk afdeling og geografisk afdeling samt naturligvis et alfabetisk register. Nomenclator er den dag i dag hovednøglen til Flora Danica.
Ud over Nomenclator genudgav Lange efter færdiggørelsen af Flora Danica en stor del af tavlerne i systematisk orden i 5 bind.

### Flora Danica Online
I årene 1997-99 digitaliserede Danmarks Natur- og Lægevidenskabelige Bibliotek samtlige 3.240 tavler i Flora Danica og gjorde dem tilgængelige på Internettet. Projektet blev støttet af Kulturministeriet. Adressen er: Tema: Flora Danica Arkiveret 13. august 2020 hos  Wayback Machine
I 2014 blev Flora Danica formidlet til et stort internationalt publikum, da Google Cultural Institute lancerede en udstilling om Flora Danica med præsentation af et udsnit af de mange tavler i højkvalitetsopløsning. Adressen er: Google Cultural Institute: Flora Danica Arkiveret 10. juni 2014 hos  Wayback Machine

## Flora Danica-stellet
I 1790 bestilte Kongehuset et pragtstel af porcelæn hos Den Kongelige Porcelænsfabrik, hvis dele blev dekoreret med planter hentet fra bogværkets farveplancher. I følge en omdiskuteret tradition skulle stellet oprindeligt have været en gave fra Christian 7. til den russiske kejserinde Katarina den Store, men hun døde, inden det blev færdigt. Stellet blev leveret i januar 1803 og taget i brug første gang til kongens fødselsdag 29. januar. Af det oprindelige stels 1802 dele er der i dag bevaret 1530 dele. En del er permanent udstillet på Christiansborg Slot, Rosenborg Slot, og i Christian 7.s Palæ på Amalienborg.
I 1862 genoptog Den Kongelige Porcelænsfabrik produktionen af Flora Danica-stellet i forbindelse med Prinsesse Alexandras bryllup i 1863. Siden er produktionen af stellet fortsat. Flora Danica-stellet er dermed det eneste af de store stel fra porcelænets storhedstid i 1700-tallet, der stadig er i produktion.